# Абарец
Абарец (фр. Abbaretz) је насеље и општина у западној Француској у региону Лоара, у департману Атлантска Лоара која припада префектури Шатобријан.
По подацима из 2011. године у општини је живело 1938 становника, а густина насељености је износила 31,38 становника/km². Општина се простире на површини од 61,76 km². Налази се на средњој надморској висини од 69 метара (максималној 91 m, а минималној 26 m).

## Демографија
| 1962. | 1968. | 1975. | 1982. | 1990. | 1999. | 2011. |
| ----- | ----- | ----- | ----- | ----- | ----- | ----- |
| 2.020 | 2.007 | 1.828 | 1.647 | 1.572 | 1.511 | 1.938 |